# Giovan Battista Pollidori
L'abate Giovan Battista Pollidori (1695) è stato uno scrittore, storiografo e archeologo italiano.

## Biografia
Si suppone che sia nato a Fossacesia, insieme al fratello Pietro, si sa che era abate di San Giovanni in Venere e scrittore minore di storia locale, perlopiù ecclesiastica, fratello del più noto, e sembra più attendibile, Pietro (anche costui storiografo), autore fra l'altro del Commentario riguardante la vita di San Leo, Patrono di San Martino in Pensilis, San Pardo patrono di Larino. Il Pollidori viene spesso citato dal Tria e da altri autori della storia locale della diocesi di Larino.
L'opera principale per gli studi abruzzesi del Pollidori è il De monastero S. Johannis in Venere in Frentanis (una dissertazione storica sull'abbazia di san Giovanni in Venere), conservato nella biblioteca Vallicelliana di Roma; fu citato anche dal Gavini per i suoi studi su San Giovanni in Venere per la sua Storia dell'architettura in Abruzzo (1927). Il fratello Pietro Pollidori invece compilò una raccolta storica su Lanciano e l'area frentana: Antiquitates Frentanorum, opera manoscritta in 81 dissertazioni o capitoli, il cui manoscritto otohonale conservato nella biblioteca della Società Napoletana di storia patria, da cui sono state prodotte due copie per la Biblioteca provinciale di Chieti, e per la comunale di Lanciano. La critica ha messo in dubbio l'autenticità della dissertazione di Giovan Battista su San Giovanni in Venere, considerando la fama dei due fratelli come falsari; nell'edizione in 4 tomi delle "Antichità Frentane", la dissertazione si trova nel quarto tomo, insieme alla trascrizione, anch'essa giudicata spuria e inventata, della Cronaca medievale del monastero di santo Stefano in Rivomaris.
A Pietro e Giovanbattista è dedicata una lapide presso la facciata della chiesa del Rosario a Fossacesia.

## Opere
- Giovan Battista Pollidori, Commentarius ad vitam et monimenta Sancti Leonis Presbyteri et Confessoris, Roma, 1741.
- Giovan Battista Pollidori, Vita et antiqua monimenta sancti Pardi episcopi, et confessoris in cathedrali templo Larinensi quiescentis : Commentario et animadversionibus criticis illustrata a Joanne Baptista Pollidoro, Tip. Joannis Zempel prope montem jordanum, 1741
- IO. BAPTISTAE POLLIDORI DE MONASTERIO S. IOANNIS IN VENERE IN FRENTANIS eiusque Origine – Ditione – Iuribus – Abbatibus – Viris illustribus et Fortuna varia – DISSERTATIO in Pietro Pollidori, Antiquitates Frentanorum (ms. 1748), parte IV
- Chronicon rerum memorabilium Monasterii S. Stephani Protomartyris ad Rivum maris, scrptum à R. Monacho, in Pietro Pollidori, Antiquitates Frentanorum, parte IV; si suppone che il Chronicon normanno dell'ex monastero di Santo Stefano in Rivomare a Casalbordino fosse un falso creato ad hoc dal Pollidori.